# Жіночий університет Іхва
Жіночий університет Іхва (кор. 이화여자대학교, 梨花女子大學校, Ihwa Yŏja Taehakkyo, Ihwa Yeoja Daehakgyo) — приватний жіночий університет у центрі Сеула, Південна Корея. Один з авторитарних і найвідоміших вищих навчальних закладів міста, перший університет Кореї, найбільший у світі жіночий університет. Засновано 1886 року. Символ університету — квітка груші (кит. іхва). 

## Історія

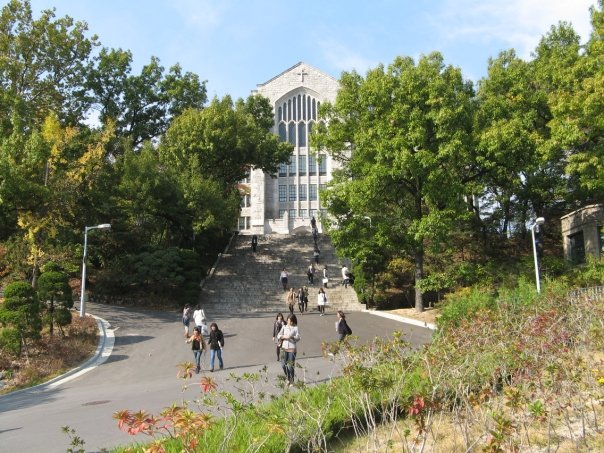
Біля головного входу

Жіночий університет Іхва засновано на базі місіонерської жіночої школи Іхва Хакдан (англ. Ewha Hakdang, кор.이화학당, кит. 梨花學堂) Мері Ф. Скрентон. Школа вперше відкрилась 31 травня 1886 року для єдиної учениці. У листопаді 1886 р. побудовано старий корпус університету в Чонг-доні. 1887 року в Іхві Хакдан відкрилась перша в Кореї лікарня для жінок, що заклала фундамент медичної освіти. Того ж року, Імператор Коджон на офіційному рівні назвав школу «Академія квітки груші».
У вересні 1910 року на базі школи Івха були відкриті жіночі курси для отримання вищої освіти (коледж), а 1925 р. — школа отримала статус коледжу, що став першим вищим навчальним закладом для корейських жінок. 1935 року коледж отримав новий корпус (університетське містечко) у районі Сінчон, що заклало початок нового етапу розвитку вищої освіти у Кореї світового значення.
Після звільнення Кореї 15 серпня 1945 р. коледж отримав новий рівень акредитації Міністерства освіти — перший корейський чотирирічний університет.
1950 року в університеті відкрито магістратуру й аспірантуру. 
Під час Корейської війни університет Іваха 1 серпня 1951 року відкрив евакуаційне містечко в південній частині міста Пусан, який налічував 30 тимчасових дерев'яних будівель і наметів.
1963 року нагороджені перші доктори наук — Бан Хон-кенон і Кім Хе-чжан у галузі медицині.
1977 року відкрито курси жіночих досліджень (Women's Studies).
1984 року відкрито відділ неперервної освіти. 
1986 року — 100-річчя від дня заснування Університету, що стало у ХХІ столітті новим етапом розвитку ВНЗ світового рівня.
1988 року розпочалось викладання корейської мови як другої мови для іноземців у мовному центрі Іхва.
1995 року університет отримав найвищий рівень признання у системі акредитації ВНЗ Кореї, що організовує Корейська рада з питань освіти.
1996 року на базі університету відкрито перший у світі Інженерний коледж для жінок.
2001 року вперше в Кореї створено відділ Міжнародних досліджень. Всі заняття проводяться англійською мовою.
2003 року вперше в Кореї скасовано заборону на вступ до університету одружених жінок.
2006 року — Іхва запускає Програму глобальної освіти жінок для країн, що розвиваються (Ewha Global Partnership), а також завершується реставрація Іхва Хактанґ.
1 березня 2007 року на честь засновниці університету Мері Ф. Скрентон був відкритий коледж Скрентон для підготовки спеціалістів початкової ланки вищої освіти (бакалавріат). Коледж працює за унікальним проектом програми «Всесвітня Іхва 2010» (Global Ewha 2010 Project), що розвиває у студентів навички досягати своєї мети, необхідні лідерам в умовах глобалізації. Скрентон пропонує всебічні міждисциплінарні курси, які забезпечують студентам більш вільний, творчий та індивідуальний підхід. Предмети викладаються невеликими групами англійською мовою, практикується стажування за кордоном, що сприяє розвитку відкритого, гнучкого мислення і більш широких поглядів. Дотепер відділення міжнародних досліджень надає студентам індивідуальні курси, що дозволяє отримати міжнародний досвід у потрібній галузі.  
2011 року Іхва підписав угоду про співпрацю з хімічною корпорацією Solvay для розвитку міжнародного спеціалізованого центру досліджень і розробок.
2012 року створено Центр всесвітньої освіти для жінок.

## Структура відділень (бакалавріат)
Відділ початкової вищої освіти налічує 14 факультетів за 79 спеціальностями.  
- Гуманітарний університет
- Коледж ліберального мистецтва (відділ ліберального мистецтва; відділ християнських досліджень)
- Коледж соціальних наук (відділ суспільних наук; відділ зв'язку та медіа)
- Інженерний коледж (кафедра комп'ютерних наук та інженерії; кафедра інженерії електроніки; відділ архітектури; відділ екології та науки про продукти харчування; відділ хімічної інженерії та матеріалознавства)
- Коледж природничих наук (відділ математичних і фізичних наук; відділ молекулярного життя та хімічних наук)
- Коледж мистецтв (відділ образотворчого мистецтва, відділ дизайну; відділ тканино-модного виробництва)
- Коледж музики (відділ музики; кафедра танцю)
- Коледж медсестер
- Фармацевтичний коледж
- Педагогічний коледж
- Коледж бізнесу
- Коледж науково-промислової конверганції
- Коледж медицини
- Коледж Скрентон (Scranton Honors Program, відділ конвергенції та міждисциплінарних досліджень, відділ міжнародних досліджень)

## Структура відділень магістратури й аспірантури
Відділ магістратури й аспірантури налічує 16 факультетів.
- Факультет міжнародних досліджень
- Факультет перекладу і тлумачень
- Факультет соціальної роботи
- Факультет менеджменту
- Медичний факультет
- Педагогічний факультет
- Факультет дизайну
- Факультет теології
- Факультет політичної науки
- Факультет музики в сучасних ЗМІ
- Факультет клінічної медицини
- Факультет зубної хірургії

## Досягнення
З XIX століття і досі Університет Іхва випустив більш ніж 170 000 осіб. У XXI столітті університет працює над проектом Ініціативна Іхва (Initiative Ewha), мета якого — становлення університету як всесвітньо визнаного вищого навчального закладу. Прийом студентів відбувається за конкурсом.  Згідно з рейтингами корейських університетів, надрукованих у газеті Чунганг Дейлі університет знаходився на 9-му місці у 2003 році і на 8-му у 2007 р. У списку Корейської ради вищої освіти за 2005 рік університет Іхва займав перші місця.  

### Міжнародні досягнення
- Пекінський університет відзначає День Університету Іхва
- Іхва стає єдиним у Кореї партнером програми Ґарварда в Азії (Harvard College in Asia Program, HCAP)
- Іхва, Коледж Уелслі та Коледж Барнар підписали угоду про спільний розвиток Світової програми жіночого лідерства

### Національний рівень
- 15 із 32 жінок-міністрів є випускницями Іхва (46.8 %)
- 17 із 40 жінок-членів 17-го парламенту є випускницями університету (32.5 %)
- Іхва займає 5 місце у рейтингу за кількістю випускників, що склали кваліфікаційні іспити для отримання керівних посад у сфері права, загсах, Міністерстві іноземних справ (2007)
- Іхва став другим за кількістю суспільних лідерів серед випускників (2005)
- Іхва отримав найвищий індекс задоволення споживажів (National Customer Satisfaction Index — NSCI) серед університетів у категорії загальна оцінка (1995, 2005)

### Дослідження
- Видатні спеціалізовані програми: Наука про життя і Програма міжнародного розвитку
- 2006 року входить до проекту Центрального національного дослідного центру: Центр вивчення передачі сигналу в клітині & нових лікарських препаратів
- Долучено до креативного дослідного проекту: Центр дослідження космічного телескопа на основі мікроелектромеханічних систем, Дослідний центр Сімбіо
- Залучено до участі у Корейсько гуманітарний проект: Група дослідження трансгуманізму

### Почесні члени Дослідної академії Іхва
- Мохаммад Юнус, голова Грамін банку, лауреат Нобелівської премії миру, 2006
- професор Роберт Х. Граббс, лауреат Нобелівської премії з хімії, 2005
- професор Френсіс Фукуяма, автор «Кінець історії»
- професор Джоселін Белл Бернелл, винахідник пульсарів
- професор Чхве Джінхо, лауреат премії. Видатний учений Кореї
- професор Пак Кьонсо, перший корейський посол із прав людини
- професор Лі Согу, перший лауреат Корейської державної премії
- професор Сін Йонха, лауреат премії Корейської академії наук
- професор Чін Дуккю, перший президент Дослідної академії Іхва

### Студентки
- Іхва займає 4 місце за кількістю випускників, які здали державні іспити для робітників органів судової влади
- Студентки Іхва завоювали головний приз у конкурсі «Азія-Дебати», де вони змагались зі студентами цілого світу
- Лі Южін, студентка третього курсу, відкрила механізм переносу кисню в протеїнах
- Чхве Юнсун стала наймолодшою учасницею Всесвітнього Економічного Форуму, яка проводила дебати з прем'єр-міністром Великої Британії Гордоном Брауном.
- Пак Нахі стала лауреатом престижної міжнародної наукової премії для молодих учених журналу «Ядерні інструменти і методи у фізичних дослідженнях» (Nuclear instruments and methods in physics research, NIMA Young Scientist Award) (2007), беручи участь у проекті НАСА «NASA Space Structure Research».
- Парк Нам-ок (1923—2017) — перша корейська кінорежисерка, яка зняла вітчизняний фільм у своїй країні.

### Видатні випускниці
- Пан Джійон — піаністка
- Хан Мьон Сук, (1967, французька література) — Перша жінка прем'єр — міністр Кореї
- Грейс Пак[en] — LPGA гравець у гольф, учасниця Жіночої Професійної асоціації гравців гольфу (LPGA)
- Юко Фуєкі[en] — японська актриса
- Ю Квансун — лідер Руху 1 березня
- Естер Пак (1886, школа Іхва) — перша жінка-лікар
- Ха Ранса (1895, школа Іхва) — перша корейська жінка, яка отримала американський ступінь бакалавра у галузі мистецтва (Bachelor of Arts degree)
- Хелен Кім[en] (1918, коледж) — перша жінка-кандидат наук, перша жінка-бакалавр у галузі мистецтва (1914)
- Лі Тхе Йон[en] (1936, внутрішня економіка) — перша жінка-адвокат
- Чан Хевон (1950, фармацевтика) — перша жінка-хімік
- Чан Мьонсу (1964, журналістика та ЗМІ) — перша жінка — генеральний директор (СЕО) щоденної газети
- Чен Сін-є (1965, англійська література) — помічник секретаря Міністерства праці США
- Лі Соннам (1970, англійська література) — перша жінка-член Комітету грошової політики
- Чен Хесук (1973, юрист) — перша жінка-суддя у Конституційному суді Кореї
- Но Сок-мі (1980, управління бізнесом (MBA) — перша в Кореї жінка CPA
- Лі Хьяннім (1984, біологія) — перша жінка — генеральний директор у галузі автомобільного імпорту
- Чхве Ін-а  (1984, політична наука і дипломатія) перша жінка — виконавчий директор компанії Самсунг  (Executive Vice President)
- Сон Джіє (1985, політична наука і дипломатія) — перша в Кореї директор CNN-Сеул
- Хон Ин А[en] (2003, фізкультура) — наймолодший міжнародний футбольний арбітр

## Цікаві факти

### Назва англійською мовою
Здається, що в англійській назві університету (Ewha Womans University) дві граматичні помилки, але наприкінці XIX століття, коли було засновано університет, правильним написанням англійською мовою вважалось саме «womans» (а не women's). У силу історичних причин університет використовує помилковий напис без апострофа.

### Архітектура
2008 року в університеті відбулось відкриття оригінального і багатофункціонального підземного студентського містечка «Комплекс кампуса Іхва» (Ewha Campus Complex, ECC), за проектом французького архітектора Домініка Перро. Проект комплексу брав участь у Всесвітньому фестивалі архітектури в Барселоні 2008 року, увійшов до останнього туру конкурсу.

## Світлини

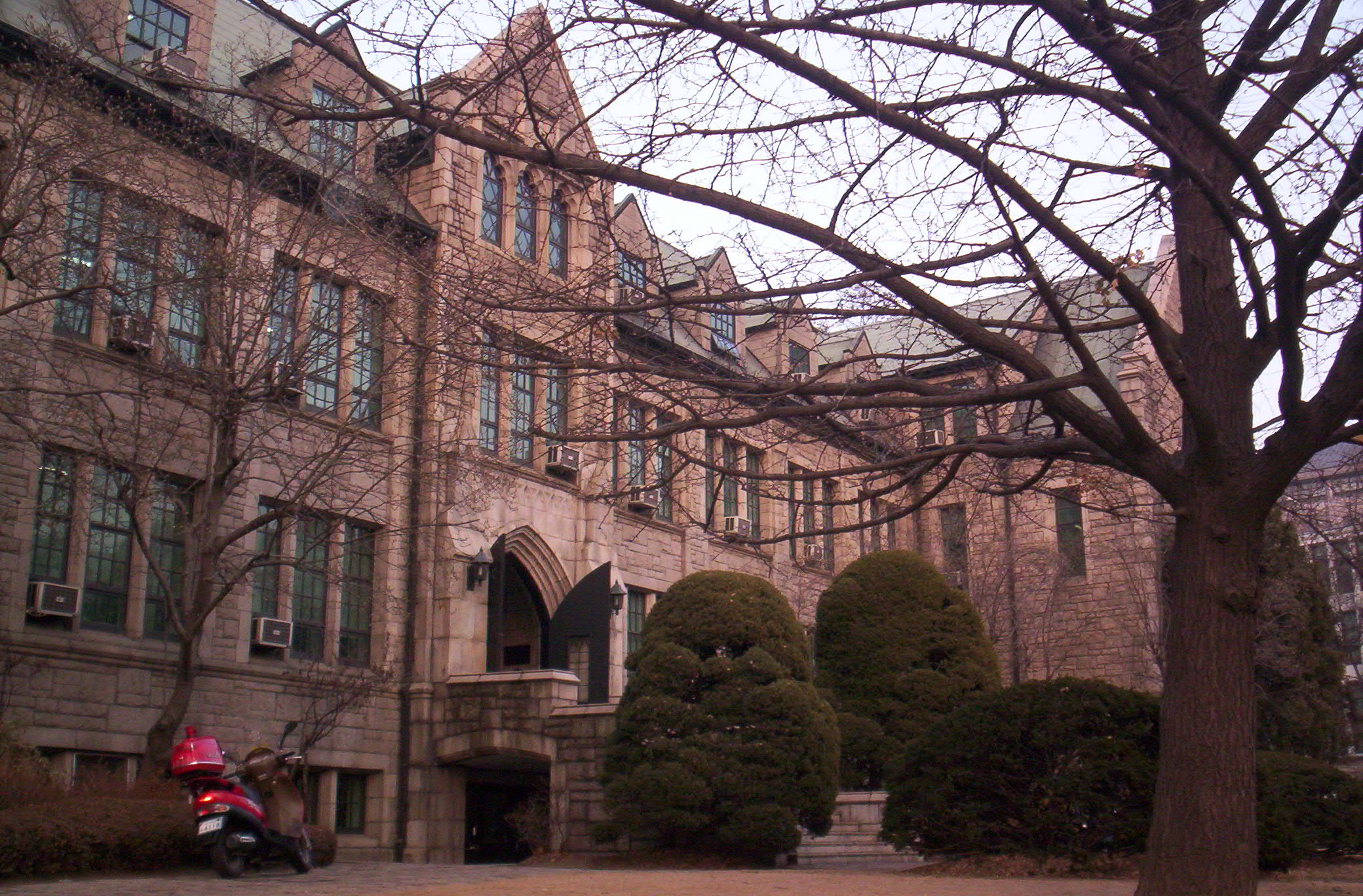